# Список населённых пунктов Красноборского района
*Административные центры указаны жирным шрифтом
- Муниципальное образование «Алексеевское»
  - Алексеевская
  - Бекетовская
  - Берёзовка
  - Большая Пихтовица
  - Волчий Ручей
  - Ворлыгинская
  - Глубокий Ручей
  - Долгополовская
  - Дом у пилорамы
  - Дябрино
  - Ивлевская
  - Калинка-Гридинская
  - Кичайкинская
  - Козицинская
  - Комсомольский
  - Кондратовская
  - Коровинская
  - Красноборск
  - Куликовская
  - Курбатовская
  - Ляпуновская 1-я
  - Ляпуновская 3-я
  - Максимовская
  - Максимовская
  - Малая Пихтовица
  - Мальчевская
  - Мануиловская
  - Мордановская
  - Некрасовская
  - Никулинская
  - Новостройка
  - Новошино
  - Обчее
  - Осташевская
  - Погорелово
  - Подберезная
  - Проймачевская
  - Пронинская
  - Путятинская
  - Радионовская
  - Рассохинская
  - Саулинская
  - Семёновская
  - Степановская
  - Федотовская
  - Ферма №2
  - Фроловская
  - Чащинская 1-я
  - Шадрино
  - Якушино
- Муниципальное образование «Белослудское»
  - Алексеевская
  - Белослудский Погост
  - Березник
  - Бобровская
  - Большая Слудка
  - Большое Сокольниково
  - Большое Шипицыно
  - Васильевская
  - Вершина
  - Выставка из Кузнецова
  - Грибановская
  - Давыдково
  - Демидовская
  - Ереминская
  - Захаровская
  - Золотиловская
  - Ивакинская
  - Изосимово
  - Карповская
  - Красавино
  - Кузнецово
  - Малая Слудка
  - Митинская
  - Наезжая Пашня
  - Новинки
  - Окуловская
  - Относная
  - Пифелово
  - Плакуново
  - Романиха
  - Саулинская
  - Семунинская
  - Сенькинская
  - Сидоровская
  - Среднее Шипицыно
  - Степановская
  - Суковесовская
  - Толша 1-я
  - Толша 2-я
  - Фёдоровская
  - Фоминская
  - Цивозерский Погост
  - Чупровская
  - Якимовская
- Муниципальное образование «Верхнеуфтюгское»
  - Агарковская
  - Алферовская
  - Андрияново
  - Анфаловская
  - Артюшинская
  - Барановская
  - Бердиловская
  - Березонаволок
  - Бернятино
  - Больница
  - Большая Горка
  - Большая Крапивинская
  - Большое Петраково
  - Боровинка
  - Борок
  - Ботнево
  - Васево
  - Великодворская
  - Верхняя Уфтюга
  - Вторая Горка
  - Высокий Двор
  - Вяткино
  - Гольневская
  - Губинская
  - Домановская
  - Ермаковская
  - Ефимовская
  - Завасевская
  - Задвинская
  - Заозерская
  - Змигулево
  - Ивановская
  - Исаково
  - Кикиморовская
  - Кокуй
  - Константиново
  - Кривцовская
  - Кулига
  - Ляпуново
  - Мавринская
  - Маланья
  - Малая
  - Малая Крапивинская
  - Малетино
  - Малое Петраково
  - Масленниково
  - Микшино
  - Мичкинская
  - Насоновская
  - Нижняя
  - Никольская
  - Никоново
  - Новоандреевская
  - Овинцево
  - Патинская
  - Перекоп
  - Плосская
  - Погореловская
  - Подол
  - Сенькинская
  - Слободка при Озерке
  - Терехино
  - Тимошинская
  - Топса
  - Ульяновская
  - Хаминская
  - Холмовская
  - Чакурья
  - Чаща
  - Шестаковская
  - Шичуга
  - Щелье
  - Якшаково
- Муниципальное образование «Куликовское»
  - Андрюшинская
  - Большая Иховалжа
  - Комарово
  - Куликово
  - Куликово
  - Малая Иховалжа
  - Омутинская
  - Поповская
- Муниципальное образование «Пермогорское»
  - Алтуновская
  - Андроновская
  - Большая
  - Большая Воронцовская
  - Большая Парфеновская
  - Большая Сверчевская
  - Брюшинская
  - Великое Село
  - Верхнее Шилово
  - Вторая Едома
  - Драчевская
  - Захаровская
  - Зеховская
  - Калиновская
  - Лисицинская
  - Малая Воронцовская
  - Малая Сверчевская
  - Мартьяновская
  - Мошкинская
  - Нестеровская
  - Никулинская
  - Новошинская
  - Окуловская
  - Пахомовская
  - Придворные Места
  - Сафоново
  - Синцовская
  - Торховская
  - Тюшевская
  - Устиновская
  - Филинская
  - Фоминская
  - Щелкановская
  - Щелякинская
  - Якушевская
- Муниципальное образование «Телеговское»
  - Бегулинская
  - Большая Наговицинская
  - Большие Шаманы
  - Большой Березник
  - Васильцово
  - Власовская
  - Вотежица
  - Городищенская
  - Горчинская
  - Гришинская
  - Деревенька
  - Емельяновская
  - Ершевская
  - Заболотье
  - Завотежица
  - Загуменье
  - Заовражье
  - Заполье
  - Игнатовская
  - Ильинская
  - Кичайкино
  - Кокуй
  - Кондратовская
  - Кузнецово
  - Курорт Солониха
  - Лежакино
  - Лукинская-2
  - Малая Наговицинская
  - Марковская
  - Монастырская Пашня
  - Мякишева Слободка
  - Нагорье
  - Новая Роспашь 1-я
  - Новая Роспашь 2-я
  - Осташевский Починок
  - Подберезничье
  - Строкинская
  - Тарасовская
  - Телеговский Починок
  - Титовский Починок
  - Усть-Канза
  - Чебыкинская Слободка
  - Школьный Поселок
- Муниципальное образование «Черевковское»
  - Аверкиевская
  - Аксиньинская
  - Алексеевская
  - Алферовская
  - Андреевская
  - Астафьевская
  - Байны
  - Блешково Верхнее
  - Большая Алешинская
  - Большая Вахневская
  - Большая Клецовская
  - Большая Кузьминская
  - Большая Шадринская
  - Большое Мурашкино
  - Борисовская
  - Бородинская
  - Верхнее Мышино
  - Верхняя Сергиевская
  - Гавриловская
  - Григорьевская
  - Гришинская
  - Гришки-Кубино
  - Гурьевская
  - Давыдовская
  - Даньковская
  - Демьяновская
  - Дмитриевская
  - Дорожинская
  - Емельяновская
  - Емельяновская
  - Ермолинская-1
  - Ермолинская-2
  - Завал
  - Заполье
  - Звягинская
  - Золотая Гора
  - Ившинская
  - Карповская
  - Козулинская
  - Красная Веретья
  - Куртяевская
  - Кучковская
  - Леонтьевская
  - Лукинская
  - Ляховская
  - Максимовская
  - Михалевская
  - Муравинская
  - Нагорье
  - Наумовская
  - Наумцево
  - Нижняя Анисимовская
  - Нижняя Давыдовская
  - Носыревская
  - Овсянниковская
  - Осоргинская
  - Пахомовская
  - Пономаревская
  - Романцево
  - Савельевская
  - Савинская
  - Савинская
  - Сакулинская
  - Свистуновская
  - Семёновская
  - Ситковская
  - Степановская
  - Стрелинская
  - Суслоновская
  - Сысоевская
  - Тарново
  - Тереховская
  - Тимошинская
  - Труфановский Починок
  - Тюкари
  - Ульяновская
  - Филипповская
  - Филипповская-1
  - Фоминская
  - Фоминская
  - Харино
  - Холмовская
  - Черевково
  - Череменинская
  - Шалаевская
  - Шелкудиновская
  - Якушевская